# Поздняков, Александр Николаевич (Герой Социалистического Труда)
Александр Николаевич Поздняков (род. 1935) — сталевар завода «Красный Октябрь» (Волгоград), Герой Социалистического Труда (1981).

## Биография
Родился в 1935 году в селе Ольховка Саратовской области.
На заводе «Красный Октябрь» работал с 1961 года.
Избирался депутатом Верховного Совета СССР 9 и 10 созывов.
Автор работ:
- Лицом к огню. Волгоград, 1973, 80 стр.
- Порог требовательности. Газета «Социалистическая индустрия», 20 апреля 1982 года.

## Награды
- Указом Президиума Верховного Совета СССР от 2 марта 1981 года удостоен звания Герой Социалистического Труда «за выдающиеся производственные достижения, досрочное выполнение заданий десятой пятилетки и принятых социалистических обязательств по выпуску продукции, улучшению её качества, повышению производительности труда и проявленную трудовую доблесть»[1].
- Награждён орденом Ленина и медалями.